# Meriellum proteus
Meriellum proteus là một loài bọ cánh cứng trong họ Cerambycidae.